# Nour (chanteuse française)
Pour les articles homonymes, voir Brousse.
Nour Brousse, dite Nour, née le 13 décembre 2005 à Versailles, est une interprète française. Révélée en 2019 par The Voice Kids, elle remporte en 2022 la saison 11 de The Voice.

## Biographie
Nour naît d’une mère saxophoniste originaire de Mayenne et d'un père marocain,,. Elle baigne depuis son plus jeune âge dans un univers musical aux influences multiples.
En 2018, elle vit à Maurepas avec sa mère, quand elle décide de s'inscrire à The Voice Kids. Elle ne commence les cours de chant qu'un an avant l'émission. Âgée de 13 ans, elle rejoint l'équipe de Soprano mais est éliminée lors des battles.
En 2022, alors qu'elle atteint l'âge minimal de 16 ans, elle participe à The Voice, dans l'équipe de Florent Pagny, et remporte le télécrochet (malgré une voix cassée le jour de la finale),. Elle devient la plus jeune lauréate de l'émission,. Elle était alors scolarisée en classe de première mais a dû arrêter le lycée deux semaines avant la finale.
En 2022, elle sort son premier single intitulé Premier amour et le présente à l'occasion de la finale de The Voice Kids, le 8 octobre 2022. Le titre remporte un franc succès sur le réseau social Tiktok et est certifié single d'or en mars 2023, pour 15 000 000 streams équivalent.
En 2023 sort le single Comme un frère. Le 2 juin de la même année, elle dévoile son tout premier EP. Intitulé Premiers amours, il comporte 7 titres. Dans la foulée, elle annonce son premier concert, qui aura lieu au Café de la Danse à Paris le 13 décembre 2023 (jour de ses 18 ans), puis dévoile le titre Qui es-tu ?. Le 29 novembre, elle annonce la sortie de son premier album, Lumière, qui sort le 8 décembre. Durant cette même année, elle participe au concert évènement "Disney 100 ans", à Paris La Défense Arena, les 11 et 12 novembre. Elle y interprète "L'air du vent", extrait de Pocahontas. 

## Discographie

### Singles
- 2022 : Premier amour
- 2023 : Comme un frère
- 2023 : Qui as-tu ?
- 2023 : Vers le haut